# Dinn Corporation
Pour les articles homonymes, voir Dinn.
Dinn Corporation, est une ancienne société de construction de montagnes russes en bois.

## Histoire
Charles Dinn, travaille comme chef de chantier et de travaux au parc Kings Island durant les années 1970. Son projet majeur sera la réalisation de Beast, qu'il montera avec une équipe interne composée de Jim Nickell, Al Collins, et William Reed. Avec l'aide de John Allen, designer de Philadelphia Toboggan Company, Beast ouvre en 1979.
Quelques années plus tard, Dinn quitte Kings Island et ouvre sa propre entreprise de conception et de construction de montagnes russes, qu'il nomme Dinn Corporation et dont il installe le siège social à West Chester, dans l'Ohio. Pour la partie technologique, il s'associe avec Curtis D. Summers, Inc.
En 1992, fut la fin de la collaboration des deux entreprises et par la même occasion la fin de la Dinn Corporation.

## Réalisations

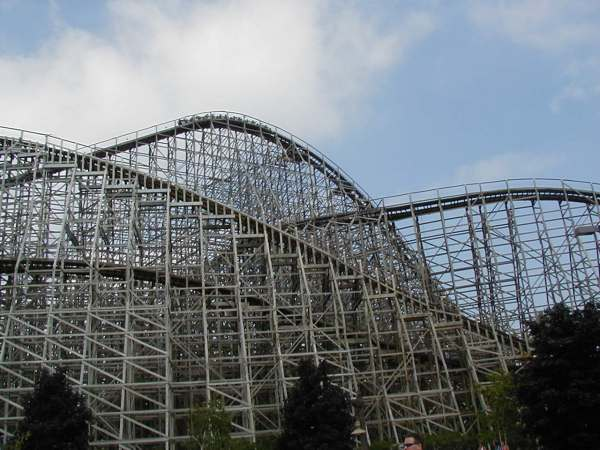
Mean Streak

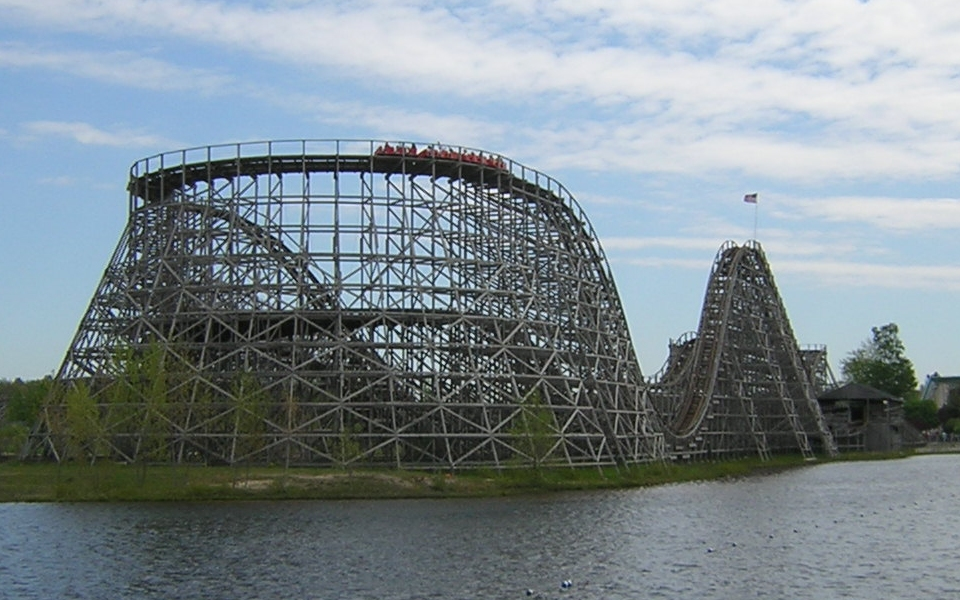
Wolverine Wildcat

| Nom de l'attraction | Parc                            | Année d'ouverture |
| ------------------- | ------------------------------- | ----------------- |
| Georgia Cyclone     | Six Flags Over Georgia          | 1990              |
| Hercules            | Dorney Park & Wildwater Kingdom | 1989              |
| Mean Streak         | Cedar Point                     | 1991              |
| Pegasus             | Efteling                        | 1991              |
| Predator            | Darien Lake                     | 1990              |
| Psyclone            | Six Flags Magic Mountain        | 1991              |
| Raging Wolf Bobs    | Geauga Lake & Wildwater Kingdom | 1988              |
| New Texas Giant     | Six Flags Over Texas            | 1990              |
| Thunder Run         | Six Flags Kentucky Kingdom      | 1990              |
| Timber Wolf         | Worlds of Fun                   | 1989              |
| Wild One            | Six Flags America               | 1986              |
| Wolverine Wildcat   | Michigan's Adventure            | 1988              |